# Matsuno Hirokazu
Matsuno Hirokazu (松野 博一 (Tùng Dã Bác Nhất)  sinh ngày 13 tháng 9 năm 1962) là một chính khách người Nhật Bản. Ông là Nghị viên Chúng Nghị viện của Đảng Dân chủ Tự do và từng giữ chức vụ Chánh Văn phòng Nội các trong Nội các Kishida lần 1, lần 2 và lần cải tổ.
Ngày 14 tháng 12 năm 2023, Matsuno có dính líu trực tiếp đến vụ bê bối quỹ đen trong phái Abe, ông và những cá nhân khác trong Nội các Kishida lần 2 cải tổ lần 2 đều đồng loạt bị Thủ tướng Kishida Fumio cho thôi chức.